# ضرمان بن فيصل السبيعي
ضرمان بن فيصل بن عساف أبوثنين السبيعي أحد شيوخ قبيلة سبيع وأحد رؤساء إخوان من أطاع الله في أحد الفترات.

## حركة الإخوان
حضر ضرمان المؤتمر الذي أقامه الملك عبدالعزيز آل سعود في مدينة الرياض عام 1928 لمناقشة مطالب الإخوان.
في 2 أغسطس 1929 اصطدمت بعض قواته المتواجدة في المنطقة مع الإخوان بقيادة فيصل الدويش «وقيل عبدالعزيز بن فيصل الدويش.» شيخ قبيلة مطير المعروف، عند القاعية فصارت الهزيمة على قوات ضرمان وأتباعه من سبيع تراجعوا إلى حفر العتش ومنها إلى الرياض.